# Soccia
Soccia (korsisch A Soccia) ist eine Gemeinde auf der Mittelmeerinsel Korsika in Frankreich. Sie gehört zum Département Corse-du-Sud, zum Arrondissement Ajaccio und zum Kanton Sevi-Sorru-Cinarca. Sie grenzt im Norden an Corte, im Osten an Orto, im Süden an Poggiolo und im Westen an Letia. Die Bewohner nennen sich Socciais, auf korsisch Succesi. Das Siedlungsgebiet liegt auf ungefähr 650 Metern über dem Meeresspiegel. Das Gemeindegebiet wird vom Flüsschen Filiccioni durchquert, das an der südlichen Gemeindegrenze in den Guagno einmündet.

## Bevölkerungsentwicklung
| Jahr      | 1962 | 1968 | 1975 | 1982 | 1990 | 1999 | 2008 | 2014 |
| --------- | ---- | ---- | ---- | ---- | ---- | ---- | ---- | ---- |
| Einwohner | 307  | 284  | 222  | 172  | 143  | 121  | 139  | 151  |

## Sehenswürdigkeiten
- Kirche Santa Maria dì e Grazia